# Seznam dílů seriálu Americká manželka
Toto je seznam dílů seriálu Americká manželka.

## Přehled řad
| Řada | Díly | Premiéra v USA | Premiéra v USA  | Premiéra v ČR  | Premiéra v ČR  |
| Řada | Díly | První díl      | Poslední díl    | První díl      | Poslední díl   |
| ---- | ---- | -------------- | --------------- | -------------- | -------------- |
| 1    | 23   | 11. října 2016 | 16. května 2017 | 10. října 2018 | 18. října 2018 |
| 2    | 24   | 27. září 2017  | 16. května 2018 | 18. října 2018 | 26. října 2018 |
| 3    | 23   | 26. září 2018  | 21. května 2019 | 31. srpna 2019 | 7. září 2019   |
| 4    | 20   | 27. září 2019  | 13. května 2020 | bude oznámeno  | bude oznámeno  |
| 5    | 13   | 28. října 2020 | 31. března 2021 | bude oznámeno  | bude oznámeno  |

## Seznam dílů

### První řada (2016–2017)
| Č. v seriálu | Č. v řadě | Původní název            | Český název              | Režie            | Scénář                                   | Premiéra v USA     | Premiéra v ČR  |
| ------------ | --------- | ------------------------ | ------------------------ | ---------------- | ---------------------------------------- | ------------------ | -------------- |
| 1            | 1         | Pilot                    | Nová sousedka            | Ruben Fleischer  | Sarah Dunn                               | 11. října 2016     | 10. října 2018 |
| 2            | 2         | The Nap                  | Šlofík                   | John Fortenberry | Sarah Dunn                               | 18. října 2016     | 11. října 2018 |
| 3            | 3         | Westport Zombies         | Zombíci                  | Chris Koch       | Julie Bean                               | 25. října 2016     | 11. října 2018 |
| 4            | 4         | Art Show                 | Výstava                  | Ken Whittingham  | Donald Diego                             | 1. listopadu 2016  | 11. října 2018 |
| 5            | 5         | The Snub                 | Město plné snobů         | Ryan Case        | Rick Wiener a Kenny Schwartz             | 15. listopadu 2016 | 12. října 2018 |
| 6            | 6         | The Blow-Up              | Díkůvzdání               | Eyal Gordin      | Vanessa McCarthy                         | 22. listopadu 2016 | 12. října 2018 |
| 7            | 7         | Power Couple             | Silná dvojka             | Ryan Case        | Sam Sklaver                              | 29. listopadu 2016 | 12. října 2018 |
| 8            | 8         | Westport Cotillion       | Westportský kotilion     | Rebecca Asher    | Julie Bean                               | 6. prosince 2016   | 13. října 2018 |
| 9            | 9         | Krampus Katie            | Duch Vánoc               | David Grossman   | Brian Donavan a Ed Herro                 | 13. prosince 2016  | 13. října 2018 |
| 10           | 10        | The Playdate             | Kamarádka na hraní       | Declan Lowney    | Donald Diego                             | 3. ledna 2017      | 13. října 2018 |
| 11           | 11        | The Snowstorm            | Sněžná bouře             | Chad Lowe        | Stephanie Birkitt                        | 10. ledna 2017     | 14. října 2018 |
| 12           | 12        | Surprise                 | Překvapení               | Stuart McDonald  | Vanessa McCarthy                         | 17. ledna 2017     | 14. října 2018 |
| 13           | 13        | Then and Now             | Stěhování                | John Fortenberry | Rick Wiener, Kenny Schwartz a Sarah Dunn | 7. února 2017      | 14. října 2018 |
| 14           | 14        | Time for Love            | Čas na lásku             | Declan Lowney    | Rick Wiener a Kenny Schwartz             | 14. února 2017     | 15. října 2018 |
| 15           | 15        | The Man Date             | Rande s kamarádem        | Melissa Kosar    | Donald Diego                             | 21. února 2017     | 15. října 2018 |
| 16           | 16        | Bag Lady                 | Sekýrování nad zlato     | John Putch       | Vanessa McCarthy a Julie Bean            | 7. března 2017     | 15. října 2018 |
| 17           | 17        | Other People's Marriages | Manželská poradna        | John Fortenberry | Donald Diego                             | 14. března 2017    | 16. října 2018 |
| 18           | 18        | The Otto Motto           | Motto Ottových           | Phil Traill      | Brian Donovan a Ed Herro                 | 4. dubna 2017      | 16. října 2018 |
| 19           | 19        | The Polo Match           | Zápas v pólu             | Linda Mendoza    | Stephanie Birkitt                        | 11. dubna 2017     | 16. října 2018 |
| 20           | 20        | The Walk                 | Procházka                | Chris Koch       | Rick Wiener a Kenny Schwartz             | 18. dubna 2017     | 17. října 2018 |
| 21           | 21        | The Club                 | Klub                     | David Bertman    | Brian Donovan a Ed Herro                 | 2. května 2017     | 17. října 2018 |
| 22           | 22        | Dude, Where's My Napkin? | Sakra, kde mám ubrousek? | Melissa Kosar    | Julie Bean a Vanessa McCarthy            | 9. května 2017     | 17. října 2018 |
| 23           | 23        | Can't Hide it Anymore    | Už to nemůžu tajit       | John Putch       | Sarah Dunn                               | 16. května 2017    | 18. října 2018 |

### Druhá řada (2017–2018)
| Č. v seriálu | Č. v řadě | Původní název            | Český název                   | Režie           | Scénář                                      | Premiéra v USA     | Premiéra v ČR  |
| ------------ | --------- | ------------------------ | ----------------------------- | --------------- | ------------------------------------------- | ------------------ | -------------- |
| 24           | 1         | Back to School           | Zpátky do školy               | Chris Koch      | Rick Wiener a Kenny Schwartz                | 27. září 2017      | 18. října 2018 |
| 25           | 2         | Boar-Dain                | Grilovačka                    | Rebecca Asher   | Brian Donovan a Ed Herro                    | 4. října 2017      | 18. října 2018 |
| 26           | 3         | The Uprising             | Vzpoura                       | John Putch      | Donald Diego                                | 11. října 2017     | 19. října 2018 |
| 27           | 4         | The Lice Storm           | Epidemie vší                  | Ken Whittingham | Bill Callahan                               | 18. října 2017     | 19. října 2018 |
| 28           | 5         | Boo-Who?                 | Koleda                        | Melissa Kosar   | Kat Likkel a John Hoberg                    | 25. října 2017     | 19. října 2018 |
| 29           | 6         | The Pig Whisperer        | Zaříkávač prasat              | Rebecca Asher   | Sarah Dunn                                  | 1. listopadu 2017  | 20. října 2018 |
| 30           | 7         | Family Secrets           | Rodinná tajemství             | John Putch      | Rick Wiener a Kenny Schwartz                | 15. listopadu 2017 | 20. října 2018 |
| 31           | 8         | Gala Auction             | Charitativní aukce            | John Putch      | Kat Likkel a John Hoberg                    | 29. listopadu 2017 | 20. října 2018 |
| 32           | 9         | The Couple               | Nadějný pár                   | John Putch      | Taylor Hamra                                | 6. prosince 2017   | 21. října 2018 |
| 33           | 10        | Blue Christmas           | Zvadlé Vánoce                 | Ken Whittingham | Lindsey Stoddart                            | 13. prosince 2017  | 21. října 2018 |
| 34           | 11        | Blondetourage            | Blonďatá rota                 | Melissa Kosar   | Donald Diego                                | 3. ledna 2018      | 21. října 2018 |
| 35           | 12        | Selling Out              | Vyprodáno                     | Helen Hunt      | Brian Donovan a Ed Herro                    | 10. ledna 2018     | 22. října 2018 |
| 36           | 13        | The Anniversary          | Výročí                        | David Bertman   | Bill Callahan                               | 17. ledna 2018     | 22. října 2018 |
| 37           | 14        | Midlife Crisis           | Krize středních let           | Rebecca Asher   | Sarah Dunn                                  | 24. ledna 2018     | 22. října 2018 |
| 38           | 15        | The Mom Switch           | Když se máma vypne            | Melissa Kosar   | Anthony Lombardo                            | 24. ledna 2018     | 23. října 2018 |
| 39           | 16        | Field Day                | Sportovní den                 | Chris Koch      | Taylor Hamra                                | 28. února 2018     | 23. října 2018 |
| 40           | 17        | All Coupled Up           | Spárování                     | John Putch      | Donald Diego                                | 7. března 2018     | 23. října 2018 |
| 41           | 18        | The Venue                | Skryté lži                    | Lea Thompson    | Stephanie Birkitt                           | 14. března 2018    | 24. října 2018 |
| 42           | 19        | It's Hard to Say Goodbye | Poslední rozloučení           | John Putch      | Rick Wiener a Kenny Schwartz                | 21. března 2018    | 24. října 2018 |
| 43           | 20        | The Inheritance          | Dědictví                      | Helen Hunt      | Lindsey Stoddart a Anthony Lombardo         | 4. dubna 2018      | 24. října 2018 |
| 44           | 21        | It's Not You, It's Me    | To ne ty, to já               | Chris Koch      | Brian Donovan a Ed Herro                    | 11. dubna 2018     | 25. října 2018 |
| 45           | 22        | Sliding Sweaters         | Zrádné svetry                 | Helen Hunt      | Donald Diego                                | 2. května 2018     | 25. října 2018 |
| 46           | 23        | Finding Fillion          | Jak důležité je míti Filliona | David Bertman   | Bill Callahan, Rick Wiener a Kenny Schwartz | 9. května 2018     | 25. října 2018 |
| 47           | 24        | The Spring Gala          | Jarní slavnost                | John Putch      | Sarah Dunn                                  | 16. května 2018    | 26. října 2018 |

### Třetí řada (2018–2019)
| Č. v seriálu | Č. v řadě | Původní název           | Český název                | Režie            | Scénář                                                               | Premiéra v USA     | Premiéra v ČR  |
| ------------ | --------- | ----------------------- | -------------------------- | ---------------- | -------------------------------------------------------------------- | ------------------ | -------------- |
| 48           | 1         | Mom Guilt               | Mámina vina                | Ken Whittingham  | Donald Diego                                                         | 26. září 2018      | 31. srpna 2019 |
| 49           | 2         | Here We Go Again        | Už je to tady zas          | Helen Hunt       | Rick Wiener a Kenny Schwartz                                         | 3. října 2018      | 31. srpna 2019 |
| 50           | 3         | Cheaters Sometimes Win  | Podvodníci občas vyhrajou  | Michael McDonald | Brian Donovan a Ed Herro                                             | 10. října 2018     | 31. srpna 2019 |
| 51           | 4         | Enemies: An Otto Story  | Sokyně: Příběh Ottových    | Melissa Kosar    | Jonathan Fener                                                       | 17. října 2018     | 1. září 2019   |
| 52           | 5         | Trust Me                | Věř mi                     | Paul Murphy      | Taylor Hamra                                                         | 24. října 2018     | 1. září 2019   |
| 53           | 6         | Body Image              | Tělesné proporce           | Ken Whittingham  | Rick Wiener, Kenny Schwartz a Sarah Dunn                             | 31. října 2018     | 1. září 2019   |
| 54           | 7         | The Code                | Kód                        | Chris Koch       | Anthony Lombardo                                                     | 7. listopadu 2018  | 2. září 2019   |
| 55           | 8         | Trophy Wife             | Mladá manželka             | John Putch       | Lindsey Stoddart                                                     | 28. listopadu 2018 | 2. září 2019   |
| 56           | 9         | Highs and Lows          | Eufórie a krize            | Anya Adams       | Lauren Caltagirone                                                   | 5. prosince 2018   | 2. září 2019   |
| 57           | 10        | Saving Christmas        | Jak zachránit Vánoce       | Jennifer Arnold  | Jeremy Hall                                                          | 12. prosince 2018  | 3. září 2019   |
| 58           | 11        | The Things You Do       | Zlozvyky                   | Rebecca Asher    | Taylor Hamra                                                         | 5. února 2019      | 3. září 2019   |
| 59           | 12        | Disconnected            | Rozdělení                  | Melissa Kosar    | Jonathan Fener                                                       | 12. února 2019     | 3. září 2019   |
| 60           | 13        | Mo' Money, Mo' Problems | Moje peníze, moje problémy | Anya Adams       | Donald Diego                                                         | 19. února 2019     | 4. září 2019   |
| 61           | 14        | Baby Crazy              | Spor o dítě                | David Bertman    | Brian Donovan a Ed Herro                                             | 26. února 2019     | 4. září 2019   |
| 62           | 15        | American Idol           | Amerika hledá superstar    | John Putch       | Jordan Roter                                                         | 19. března 2019    | 4. září 2019   |
| 63           | 16        | Insta-Friends           | Insta-přátelé              | Chris Koch       | Lindsey Stoddart a Anthony Lombardo                                  | 26. března 2019    | 5. září 2019   |
| 64           | 17        | Liar Liar, Room on Fire | Samá lež, pokoj hasit běž  | Betsy Thomas     | Donald Diego                                                         | 9. dubna 2019      | 5. září 2019   |
| 65           | 18        | Phone Free Day          | Den bez mobilu             | Nirvana Adams    | Taylor Hamra                                                         | 16. dubna 2019     | 5. září 2019   |
| 66           | 19        | Grandma's Way           | Babiččina metoda           | Paul Murphy      | Lauren Caltagirone a Jeremy Hall                                     | 23. dubna 2019     | 6. září 2019   |
| 67           | 20        | Field Trippin'          | Školní exkurze             | John Putch       | Jonathan Fener                                                       | 30. dubna 2019     | 6. září 2019   |
| 68           | 21        | Locked in the Basement  | Zamčeny ve sklepě          | Chris Koch       | Brian Donovan a Ed Herro                                             | 7. května 2019     | 6. září 2019   |
| 69           | 22        | The Dance               | Školní ples                | Melissa Kosar    | Rick Wiener, Kenny Schwartz a Sarah Dunn                             | 14. května 2019    | 7. září 2019   |
| 70           | 23        | A Mom's Parade          | Mámina paráda              | Paul Murphy      | námět: Rick Weiner a Kenny Schwartz scénář: Kat Likkel a John Hoberg | 21. května 2019    | 7. září 2019   |

### Čtvrtá řada (2019–2020)
| Č. v seriálu | Č. v řadě | Původní název                           | Český název   | Režie            | Scénář                                | Premiéra v USA     | Premiéra v ČR |
| ------------ | --------- | --------------------------------------- | ------------- | ---------------- | ------------------------------------- | ------------------ | ------------- |
| 71           | 1         | The Minivan                             | bude oznámeno | Paul Murphy      | Jonathan Fener                        | 27. září 2019      | bude oznámeno |
| 72           | 2         | Bed, Bath & Beyond Our Means            | bude oznámeno | Natalia Anderson | Lindsey Stoddart                      | 4. října 2019      | bude oznámeno |
| 73           | 3         | Bigger Kids, Bigger Problems            | bude oznámeno | Paul Murphy      | Sherry Bilsing-Graham a Ellen Plummer | 11. října 2019     | bude oznámeno |
| 74           | 4         | Lasagna                                 | bude oznámeno | John Putch       | Lauren Caltagirone                    | 18. října 2019     | bude oznámeno |
| 75           | 5         | The Maze                                | bude oznámeno | Melissa Kosar    | Anthony Lombardo                      | 25. října 2019     | bude oznámeno |
| 76           | 6         | Girls' Night Out                        | bude oznámeno | Melissa Kosar    | Michael Hobert                        | 1. listopadu 2019  | bude oznámeno |
| 77           | 7         | Flavor of Westport                      | bude oznámeno | Alisa Statman    | Jeremy Hall                           | 15. listopadu 2019 | bude oznámeno |
| 78           | 8         | Women in Business                       | bude oznámeno | Nirvana Adams    | Donald Diego                          | 22. listopadu 2019 | bude oznámeno |
| 79           | 9         | Hip to Be Square                        | bude oznámeno | David L. Bertman | Henning Fog a Nick Roth               | 29. listopadu 2019 | bude oznámeno |
| 80           | 10        | The Bromance Before Christmas           | bude oznámeno | Chris Koch       | Jonathan Fener                        | 13. prosince 2019  | bude oznámeno |
| 81           | 11        | One Step Forward, Three Steps Back      | bude oznámeno | Paul Murphy      | Sherry Bilsing-Graham a Ellen Plummer | 17. ledna 2020     | bude oznámeno |
| 82           | 12        | Wildflower Girls                        | bude oznámeno | Chris Koch       | Patrick Sheehan                       | 24. ledna 2020     | bude oznámeno |
| 83           | 13        | The Great Cookie Challenge              | bude oznámeno | Eric Dean Seaton | Michael Hobert                        | 31. ledna 2020     | bude oznámeno |
| 84           | 14        | A Very English Scandal                  | bude oznámeno | Ken Whittingham  | Anthony Lombardo                      | 18. března 2020    | bude oznámeno |
| 85           | 15        | In My Room                              | bude oznámeno | Randall Winston  | Jeremy Hall                           | 25. března 2020    | bude oznámeno |
| 86           | 16        | The Battle for Second Breakfast         | bude oznámeno | Alisa Statman    | Lauren Caltagirone                    | 1. dubna 2020      | bude oznámeno |
| 87           | 17        | All is Fair in Love and War Reenactment | bude oznámeno | Melissa Kosar    | Michael Hobart a Anthony Lombardo     | 15. dubna 2020     | bude oznámeno |
| 88           | 18        | Senior Prank                            | bude oznámeno | Chris Koch       | Donald Diego                          | 22. dubna 2020     | bude oznámeno |
| 89           | 19        | Vacation!                               | bude oznámeno | Chris Koch       | Jonathan Fener                        | 6. května 2020     | bude oznámeno |
| 90           | 20        | Prom                                    | bude oznámeno | Melissa Kosar    | Donald Diego                          | 13. května 2020    | bude oznámeno |

### Pátá řada (2020–2021)
| Č. v seriálu | Č. v řadě | Původní název                  | Český název   | Režie            | Scénář                                                 | Premiéra v USA     | Premiéra v ČR |
| ------------ | --------- | ------------------------------ | ------------- | ---------------- | ------------------------------------------------------ | ------------------ | ------------- |
| 91           | 1         | Graduation                     | bude oznámeno | Melissa Kosar    | Rick Wiener, Kenny Schwartz a Sarah Dunn               | 28. října 2020     | bude oznámeno |
| 92           | 2         | Psych                          | bude oznámeno | Chris Koch       | Rick Wiener, Kenny Schwartz a Sarah Dunn               | 4. listopadu 2020  | bude oznámeno |
| 93           | 3         | Coupling                       | bude oznámeno | Alisa Statman    | Rick Wiener a Kenny Schwartz                           | 18. listopadu 2020 | bude oznámeno |
| 94           | 4         | Homeschool Sweet Homeschool    | bude oznámeno | Chris Koch       | Jonathan Fener                                         | 25. listopadu 2020 | bude oznámeno |
| 95           | 5         | Kids These Days                | bude oznámeno | Randall Winston  | Anthony Lombardo                                       | 2. prosince 2020   | bude oznámeno |
| 96           | 6         | Mother's Little Helper         | bude oznámeno | Eric Dean Seaton | Stephanie Birkitt                                      | 13. ledna 2021     | bude oznámeno |
| 97           | 7         | Under Pressure                 | bude oznámeno | Chris Koch       | Michael Hobert                                         | 27. ledna 2021     | bude oznámeno |
| 98           | 8         | Encourage, Discourage          | bude oznámeno | Randall Winston  | Sherry Bilsing-Graham a Ellen Kreamer                  | 3. února 2021      | bude oznámeno |
| 99           | 9         | The Heist                      | bude oznámeno | Chris Koch       | Donald Diego                                           | 10. února 2021     | bude oznámeno |
| 100          | 10        | Getting Frank with the Ottos   | bude oznámeno | Melissa Kosar    | námět: Rick Wiener a Kenny Schwartz scénář: Sarah Dunn | 24. ledna 2021     | bude oznámeno |
| 101          | 11        | The Guardian                   | bude oznámeno | Randall Winston  | Jeremy Hall                                            | 3. března 2021     | bude oznámeno |
| 102          | 12        | How Oliver Got His Groove Back | bude oznámeno | Melissa Kosar    | Feraz Ozel                                             | 24. března 2021    | bude oznámeno |
| 103          | 13        | The Election                   | bude oznámeno | Chris Koch       | Nick Roth a Henning Fog                                | 31. března 2021    | bude oznámeno |